# 이븐 알카탑
이븐 알-카탑(아랍어: ابن الخطاب, Ibn al-Khattab, 1969년 4월 14일? ~ 2002년 3월 20일) 또는 간단히 카탑(Khattab, Хаттаб)은 사우디아라비아 출신의 무자히드이자 에미르를 자처한 군벌로서, 특히 제1차 체첸 전쟁과 제2차 체첸 전쟁에서의 활동으로 잘 알려져 있다. 본명은 사미르 살레 압둘라 알 수와일림(아랍어: سامر صالح عبد الله السويلم)이다.
카탑의 자세한 실체와 행적은 본래 거의 알려져 있지 않았으며, 2002년 그가 암살당하고 나서 그의 형제가 언론에서 내막을 밝히기 전까지 베일에 쌓여 있었다.

## 생애
출생에 관해서는 불명확한 점이 많다. 1987년 살라피 지하디스트가 되어 중앙아시아로 건너가 소련-아프가니스탄 전쟁에 참전하여 소련군을 상대로 싸우기 시작했으며, 이 전쟁에서 오른손을 잃었다. 그는 아프가니스탄에서부터 오사마 빈 라덴 및 알카에다 조직과도 긴밀한 관계가 있었던 것으로 알려져 있다. 1993년부터는 타지키스탄 내전에서 이슬람 반군 측에 참여하여 싸웠다. 일부 자료에 의하면 제1차 나고르노카라바흐 전쟁과 보스니아 전쟁에도 지하드 전사로 참여하였다고 전해진다.
1995년 그는 기자로 위장한 채 체첸으로 들어가 제1차 체첸 전쟁에 참여하기 시작했다. 이곳에서 그는 카메라맨을 대동하고 여러 선전 영상들을 만들어 이슬람 세계에 지하드를 적극 선전하고 이를 위한 지원을 불러모으기도 했으며, 실제로 외부의 지원처로부터 자금 지원을 받아 체첸 반군에 조달하는 역할을 맡았다고 한다. 또한 전쟁에 있어서 매복 부대를 통솔하며 여러 차례 러시아 부대를 습격, 궤멸시키기도 했다. 체첸에서 그는 특히 샤밀 바사예프와 가장 가까운 관계를 맺게 되었다. 곧 그는 국외에서 온 여러 지하디스트들이 모인 체첸 무자헤딘을 거느리며 유력한 군벌 세력을 이루게 되었으며, 1차 체첸전이 끝난 이후에도 여러 테러 공격을 주도하며 악명을 높였다.
제2차 체첸 전쟁이 벌어지고 그의 무자헤딘 조직은 산지에서 수시로 러시아군과 충돌하였다. 그러던 중 2002년 러시아 연방보안국의 다게스탄측 요원이 편지에 사린 또는 다른 독을 묻혀 보내는 방법으로 암살에 성공하였다.

## 같이 보기
- 체첸
- 샤밀 바사예프